# Rúhí al-Chatíb
Ruchi al-Chatib (arabsky: روحي الخطيب, hebrejsky: רוחי אל-ח'טיב, žil 1914–1994) byl starostou Východního Jeruzaléma pod jordánskou správou v letech 1957–1967 a pak až do své smrti roku 1994 zastával formálně tento post, byť už nebyl spojen s faktickým výkonem svých pravomocí v důsledku obsazení Východního Jeruzaléma Izraelem .
Jeho faktický výkon starostenské funkce skončil 29. června 1967, den poté, co Izrael ohlásil sjednocení Jeruzaléma, kdy bylo oznámeno, že městská samospráva ve Východním Jeruzalému se rozpouští. Al-Chatib tento krok neuznal, ale zůstal v Jeruzalému a pracoval jako ředitel Arab Hotels Company a Jerusalem Electric Company. Správou Východního Jeruzaléma byl v třech týdnech mezi šestidenní válkou a zrušením východojeruzalémské samosprávy pověřen Izraelec Meron Benvenisti. Ten vzpomíná na Ruchiho al-Chatiba jako na člověka, který se bezprostředně po válce snažil obnovit městské služby a nastolit ve východních čtvrtích klid. Jednal s Izraelci o citlivých otázkách jako odvezdání zbraní v držení civilistů a vysídlení Arabů pobývajících od roku 1948 v zničených synagogách v Židovské čtvrti. Jeho pragmatické vyjednávání s Izraelci bylo pro některé Araby z Východního Jeruzaléma terčem kritiky. Poté, co byla východojeruzalémská samospráva rozpuštěna, se ovšem z al-Chatiba stal hlasitý odpůrce okupace.
V březnu 1968 byl ve 3 hodiny ráno probuzen izraelskými policisty a předvolán k výslechu. Místo toho mu ale byl předán deportační výměr a byl odvezen k jordánské hranici, kde byl předán tamním úřadům. Nebylo mu umožněno si s sebou vzít nic a jeho rodina se o deportaci dozvěděla z rozhlasu. Manželka a dvě děti zůstaly v Jeruzalémě. Na podzim 1969 byla i manželka zatčena a odsouzena na tři měsíce. Po mnohých protestech byla propuštěna, získala i povolení k návštěvě svého manželka a k podstoupení lékařského zákroku v Bejrútu. Když se chtěla poté vrátit do Jeruzaléma, nebylo jí vydáno vstupní povolení. Po zlepšení vztahů mezi Izraelem a částí arabského světa se al-Chatib vrátil na Západní břeh Jordánu v květnu 1993. Zemřel 6. července 1994.